# Dnjaproŭska-Buhski Kanal
Dnjaproŭska-Buhski Kanal (vitryska: Дняпроўска-Бугскі Канал) är en kanal i Belarus.   Den ligger i voblasten Brests voblast, i den västra delen av landet, 290 km sydväst om huvudstaden Minsk.